# Wiktor Zyzik
Wiktor Zyzik (ur. 26 września 1907 w Bielszowicach – ob. dzielnica Rudy Śląskiej, zm. ?) – polski technik hutnik, poseł na Sejm PRL IV i V kadencji. Budowniczy Polski Ludowej.

## Życiorys
Syn Feliksa. Uzyskał wykształcenie średnie, z zawodu technik hutnik. Był kierownikiem wydziału walcowni blach cienkich w Hucie „Pokój” w Rudzie Śląskiej oraz przewodniczącym wydziałowej rady robotniczej. Pełnił funkcje członka egzekutywy oddziałowej organizacji partyjnej, komisji rozjemczej przy radzie zakładowej, komisji współzawodnictwa pracy, komisji eksportowej przy Podstawowej Organizacji Partyjnej oraz komisji rewizyjnej przy Komitecie Miejskim Polskiej Zjednoczonej Partii Robotniczej. Zastępca przewodniczącego Dzielnicowego Komitetu Frontu Jedności Narodu. W 1965 i 1969 uzyskiwał mandat posła na Sejm PRL w okręgu Chorzów. Przez dwie kadencje zasiadał w Komisji Handlu Zagranicznego.

## Odznaczenia
- Order Budowniczych Polski Ludowej (1972)[1]
- Order Sztandaru Pracy II klasy
- Złoty Krzyż Zasługi (1953)[2]
- Srebrny Krzyż Zasługi (1952)[3]
- Medal 10-lecia Polski Ludowej (1954)[4]
- Odznaka 1000-lecia Państwa Polskiego
- Złota Odznaka „Zasłużony w Rozwoju Województwa Katowickiego”